# 天主教布尔戈斯总教区
天主教布爾戈斯總教區（拉丁語：Archidioecesis Burgensis、西班牙語：Archidiócesis de Burgos）是羅馬天主教在西班牙北部設立的一個總教區，主教座堂設在布爾戈斯的布爾戈斯聖母主教座堂。
成立於10世紀，1574年升格為總教區。附屬教區包括畢爾巴鄂教區、奧斯馬-索里亞教區、帕倫西亞教區和維多利亞教區。

## 現況

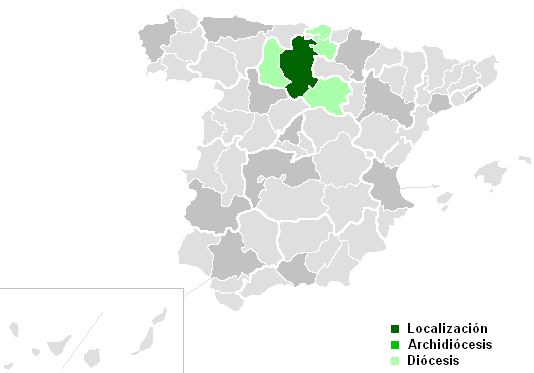
布爾戈斯總教區管轄範圍圖

2011年，在當地375,563人口中，有教友339,844人，佔轄區總人口90,5%、1,003個堂區、538名司鐸、320名修士、1,176名修女。現任總主教為Francisco Gil Hellín。